# 江橋正彦

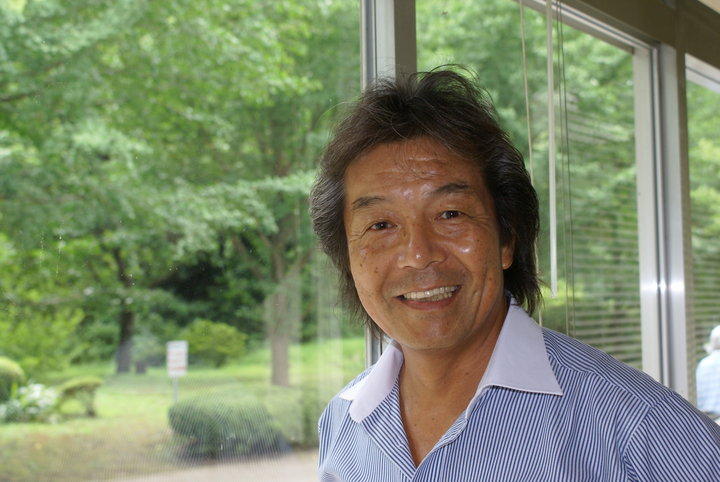

江橋 正彦（えばし まさひこ、1943年11月3日 - ）は日本の経済学者。専門はアジア経済、開発経済。明治学院大学名誉教授、特定非営利活動法人JUNKO Association顧問、大洗大使、MERAC（ミャンマー経済研究・コンサルティング / Myanmar Economic Research & Consulting）社代表。

## 略歴
茨城県東茨城郡大洗町出身。早稲田大学法学部卒。ヘキスト・ジャパンを経て、1969年に日本貿易振興会（JETRO、現・日本貿易振興機構）に入会し、中国、ベトナム経済の調査研究に従事後、1979～1982年JETROマニラ勤務。また、国連アジア太平洋経済社会委員会（ESCAP）コンサルタントを務める（1981 - 1982年）。在フィリピン日本大使館（外務省専門調査員）（1983 - 1984年）などを経て、1987年から明治学院大学助教授、1990年から教授、2000～2002年に国際学部学部長。1991年から1年間ニュージーランド経済研究所（ウェリントン）客員研究員。1995～2000年に国際協力機構（JICA）の知的支援「対ベトナム市場経済化支援プロジェクト」、2000～2003年に「対ミャンマー経済構造調整支援プロジェクト」に参画。1995年国際NGO「JUNKO Association」設立、2007年特定非営利活動法人JUNKOAssociation理事長就任。2012年3月に大学を退職し、5月に明治学院大学名誉教授。同年7月にミャンマー移住。「ミャンマー経済研究・コンサルティング（MERAC）」を設立し、代表となる。

## 著書
- 新生ベトナムの経済（共著、ジェトロ, 1978）
- Role of China in the Economic Interdependence of ASEAN and the Pacific (UN・ESCAP, 1982)
- Asian and Pacific Economy Towards The Year 2000（共著，APDC, 1987）
- アジアの財閥と企業 （共著、日本経済新聞社, 1987）
- 東南アジアの経済 （共著、弘文堂, 1991）
- 台頭するベトナム （共著、中央公論社, 1997）
- 21世紀のベトナム （編著、ジェトロ, 1998）
- アジア経済ハンドブック （共著、全日法規,2001～2003各年版）
- キンニュン失脚後のミャンマー情勢 （SPF, 2006年）
- Deepening BIMSTEC-Japan Economic Relations: Task Ahead  CSIRD, India, 2006